# Luca Marinelli
Luca Marinelli, född den 22 oktober 1984 i Rom, är en italiensk skådespelare.
Kanzari har bland annat medverkat i de italienska filmerna Lo chiamavano Jeeg Robot och De åtta bergen där han spelade en av de mer huvudrollerna. Han har även medverkat i filmerna The Old Guard och uppföljaren The Old Guard 2 där han spelade karaktären Nicky.

## Filmografi (i urval)
- 2015 – Lo chiamavano Jeeg Robot
- 2020 – The Old Guard
- 2022 – De åtta bergen
- 2025 – The Old Guard 2